# Projecció azimutal equidistant
La projecció azimutal equidistant és una projecció cartogràfica
azimutal que manté l'escala de les distàncies respecte al centre del mapa. Aquesta projecció no és equivalent (distorsiona les àrees relatives), i no és conforme (distorsiona les formes i els angles).
Aquesta projecció és un artefacte matemàtic, no una representació d'una construcció geomètrica.
Amb aquesta projecció, un mapa del món sencer és un cercle amb el centre de projecció (el punt de l'esfera tangent al pla de projecció) al centre del mapa. La distorsió d'àrees i angles creix com més lluny estan del centre del mapa. Com que es manté l'escala de les distàncies respecte al centre, la circumferència externa del mapa representa el punt més allunyat possible, a 180 graus de distància, l'antípoda del centre.
Si el centre del mapa és un dels pols, els meridians apareixen representats rectes i els paral·lels com cercles concèntrics. Si el centre del mapa és qualsevol altre punt, els meridians i els paral·lels apareixen representats com corbes complexes.
Suposant una escala escala i un centre de projecció amb longitud long0 i latitud lat0, aquestes són les equacions generals per a obtenir les coordenades cartesianes x, y en el pla per al lloc amb longitud long i latitud lat:
```
c = arccos(sin(lat0) * sin(lat) + cos(lat0) * cos(lat) * cos(long - long0))
k = c / sin(c)
x = escala * k * cos(lat) * sin(long - long0)
y = escala * k * (cos(lat0) * sin(lat) - sin(lat0) * cos(lat) * cos(long - long0))
```